# 黒いチューリップ (漫画)
『黒いチューリップ 』（くろいチューリップ）は、東城和実による日本の漫画。『サウス』（新書館）にて連載された。本作品を原作にドラマCD化されている。

## 概要
もとは虚弱体質の主人公が科学者の祖父に改造され、ヒーロー「黒いチューリップ」に変身し、悪の組織「黒い真珠」と戦う様を描く。また、主人公がヒロインを愛しているにもかかわらず敵の首領に執着される奇妙な三角関係も描いている。

## ストーリー
小沢圭介は改造人間。心臓病に苦しむ彼を助けるため、彼の祖父が改造したのだ。彼の感情が昂ったとき、彼は世界の平和を乱す悪と戦う“黒いチューリップ”となる。幼なじみの良美を助けるため、彼は今日も悪の秘密結社“黒い真珠”と戦い続ける。

## 登場人物
小沢圭介（おざわ けいすけ） / 黒いチューリップ
声 - 菊池正美
本作の主人公。高校生。元は体が弱くて、すぐに発作を起こしていた。そんな彼を心配した伝次郎に体を改造され、ついでに変身機能もつけられた。
ドクター八巻（ドクター はちまき）
声 - 山寺宏一
秘密結社「黒い真珠」の首領。圭介の能力と容姿に惚れ込み、度々付け狙うようになる。
斉藤良美（さいとう よしみ）
声 - 三石琴乃
圭介の幼なじみ。彼の最愛の女性。
小沢伝次郎（おざわ でんじろう）
声 - 野本礼三
圭介の祖父の天才科学者。病弱な孫を想い、彼の身体を改造した。
太門（タモン）
声 - 小野健一
伝次郎の助手の巨大ペンギン。看板で意思を伝える。

## 書籍
- 黒いチューリップ1 津軽海峡冬景色（1992年4月10日、ウィングス・コミックス、ISBN 4-403-61275-X）
- 黒いチューリップ2 恋の奴隷（1993年11月10日、ウィングス・コミックス、ISBN 4-403-61330-6）
- 黒いチューリップ3 明日は咲こう花咲こう（1995年11月15日、ウィングス・コミックス、ISBN 4-403-61400-0）
- 黒いチューリップ4 悲しいほどお天気（1998年1月10日、ウィングス・コミックス、ISBN 4-403-61488-4）
- 黒いチューリップ5 天使の誘惑（1999年8月25日、ウィングス・コミックス、ISBN 4-403-61551-1）
- 黒いチューリップ6 愛と死をみつめて（2000年12月1日、ウィングス・コミックス、ISBN 4-403-61616-X）

## ドラマCD
- 黒いチューリップ（1994年、VAD-1031、新書館 / 日本ビクター）

1. 津軽海峡冬景色
2. ああ、人生に涙あり
3. 世界は二人のために
4. 幸せは歩いてこない

- 黒いチューリップ 恋の奴隷 試写会！（1994年11月30日、TYCY-5407、新書館 / 東芝EMI（株））

1. はじまりのあいさつ
2. GO GO黒いチューリップ（歌：菊池正美）
3. 「恋の奴隷」
4. 幕間「恋の奴隷」（挿入歌：恋の奴隷　歌：奥村チヨ）
5. 「涙の太陽」
6. 幕間「涙の太陽」（挿入歌：涙の太陽　歌：安西マリア）
7. 八王子決戦!（歌：菊池正美・山寺宏一）
8. 「素敵なラヴリーボーイ」
9. 幕間「素敵なラヴリーボーイ」
10. 「ゆうべの秘密」
11. 幕間「ゆうべの秘密」（歌：小川知子）
12. 八巻より愛をこめて（歌：山寺宏一）
13. おしまいのあいさつ

### キャスト
黒いチューリップ
- 小沢圭介：菊池正美
- ドクター八巻：山寺宏一
- 斉藤良美：三石琴乃
- 小沢伝次郎：野本礼三
- 太門：小野健一
- リーベンデール：堀内賢雄
- べろんちゃん（催眠花）：南央美
- しあわせくん：飛田展男
- TVアナウンサー：森川智之
- ナレーター：井上和彦

黒いチューリップ 恋の奴隷 試写会!
- 小沢圭介：菊池正美
- ドクター八巻：山寺宏一
- 斉藤良美：三石琴乃
- 小沢伝次郎：野本礼三
- 太門：小野健一
- ポリニャック夫人：一城みゆ希
- ロザリー人形：一城みゆ希
- うろつきくん：一条和矢
- 部下 A：石黒久也
- 部下 B：一条和矢
- 部下 C：石黒久也
- 男 A：石黒久也
- 男 B：一条和矢
- 司会、ナレーション：井上和彦

### スタッフ
- 原作：東城和実
- 脚本：峰ゆきえ
- 音楽：藤原いくろう
- 歌：菊池正美、奥村チヨ、安西マリア、山寺宏一、小川知子